# Folclore de Lambayeque
El folclore de Lambayeque se caracteriza por la alegría de sus bailes, como el baile de la marinera norteña y también el tondero y la cumanana, que viene de las ciudades colindantes con Morropón, en Piura. Se practica la marinera y que es netamente de Lambayeque y también es común encontrarla en Alto Piura (bajo poura) y en Tumbas (tumbes) como forma desprendida de ambos. Al igual que se practica la medicina folclórica o curanderismo utilizando hierbas y otros productos, así como ritos mágicos.
Una estampa es la presentación del caballo peruano de paso montados por expertos chalanes.

## Gastronomía
Lambayeque es considerada como la tierra del buen comer, del buen beber y un sitio significativo de la gastronomía del Perú. Su cocina se remonta a los tiempos ancestrales. Se dice que una mesa atractiva al paladar debe tener dos clases de plato: los snacks (bocadillos ligeros, fuertemente sazonados y picantes) y los nudos (platos fuertes o de fondo).

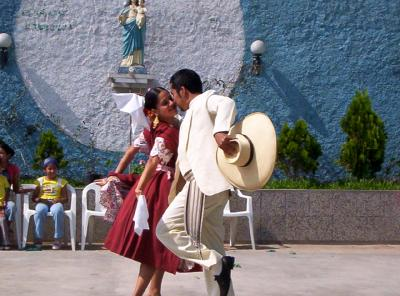
Marinera norteña

Entre los primeros están el chinguirito, el cebiche de pescado, los mariscos, chirimpico, panquitas, cecinas y humitas, todos acompañados de yucas sancochadas y mote. Entre los segundos tenemos el arroz con pato ,el seco de cabrito, la causa ferreñafana, el frito, chilcano de pescado, los aguados ,el espesado, pepián de pavo y tortilla de raya.
Los dulces típicos son el king kong de manjar blanco y de otros sabores, los dátiles rellenos, alfeñique, maní confitado, el machacado de membrillo, los picarones y la conserva de higos.
Se suele beber la chicha de jora (tradicionalmente servida para degustar en «potos») o el aguardiente de caña de azúcar.

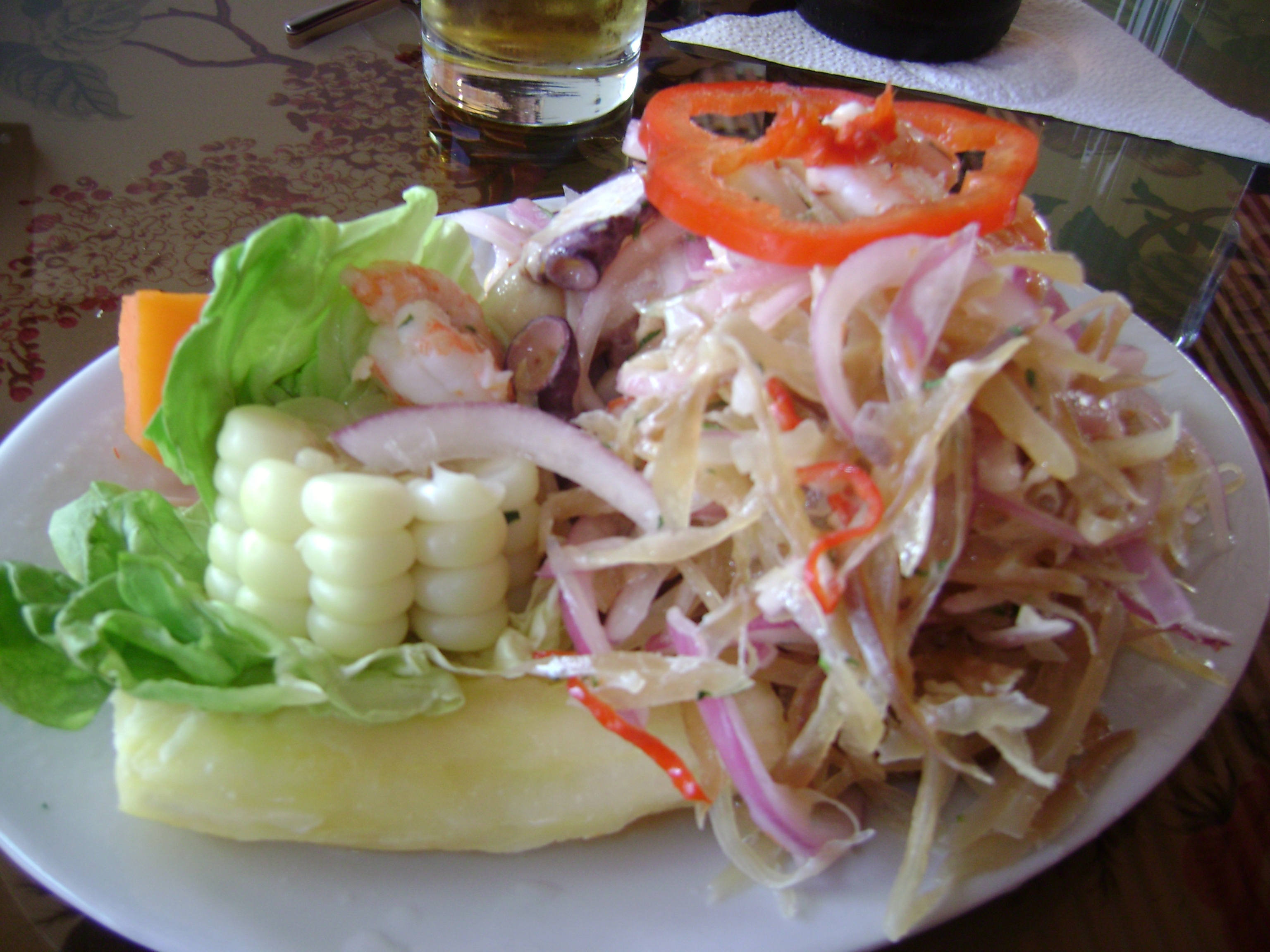
Chinguirito
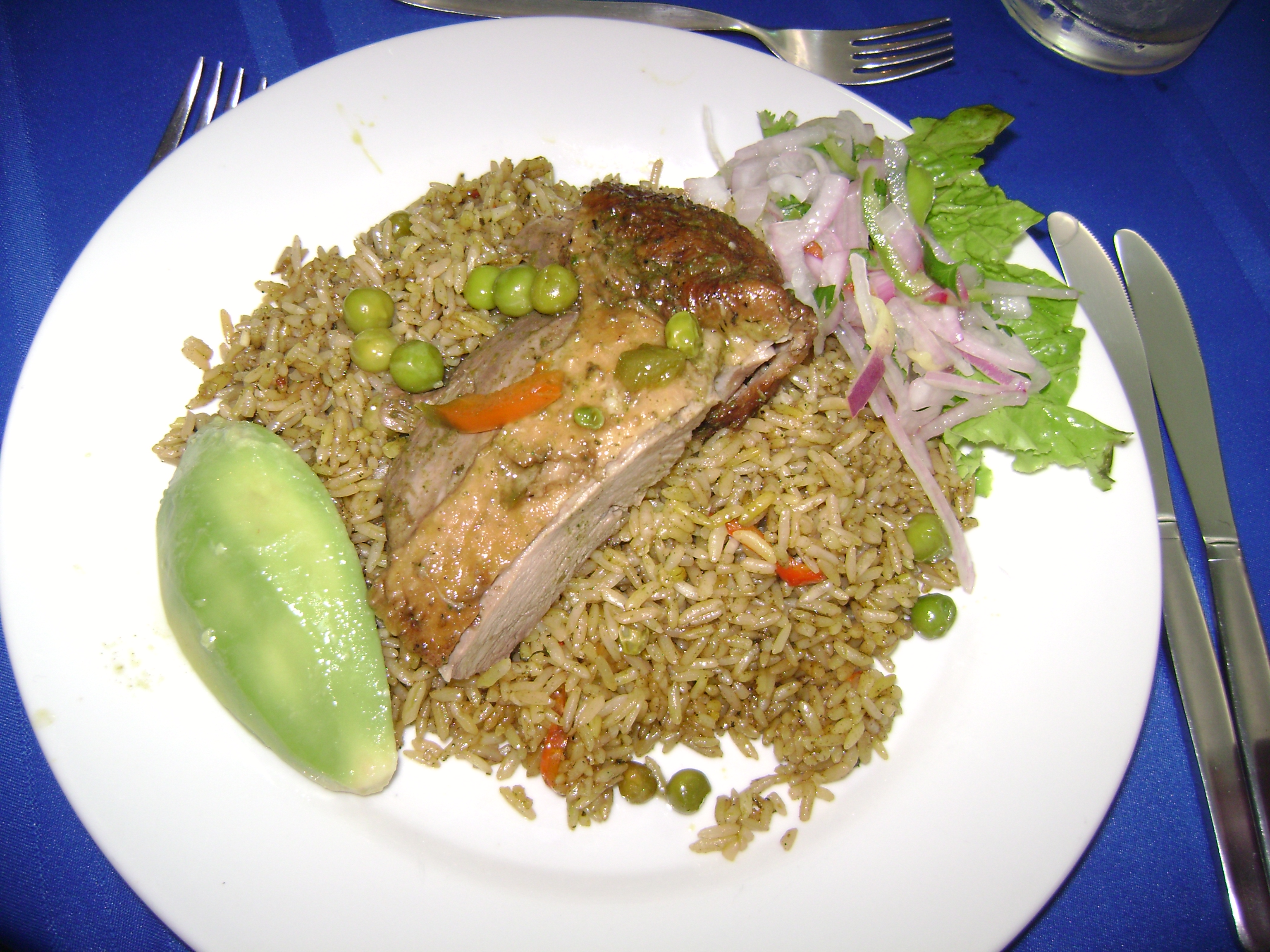
Arroz con pato
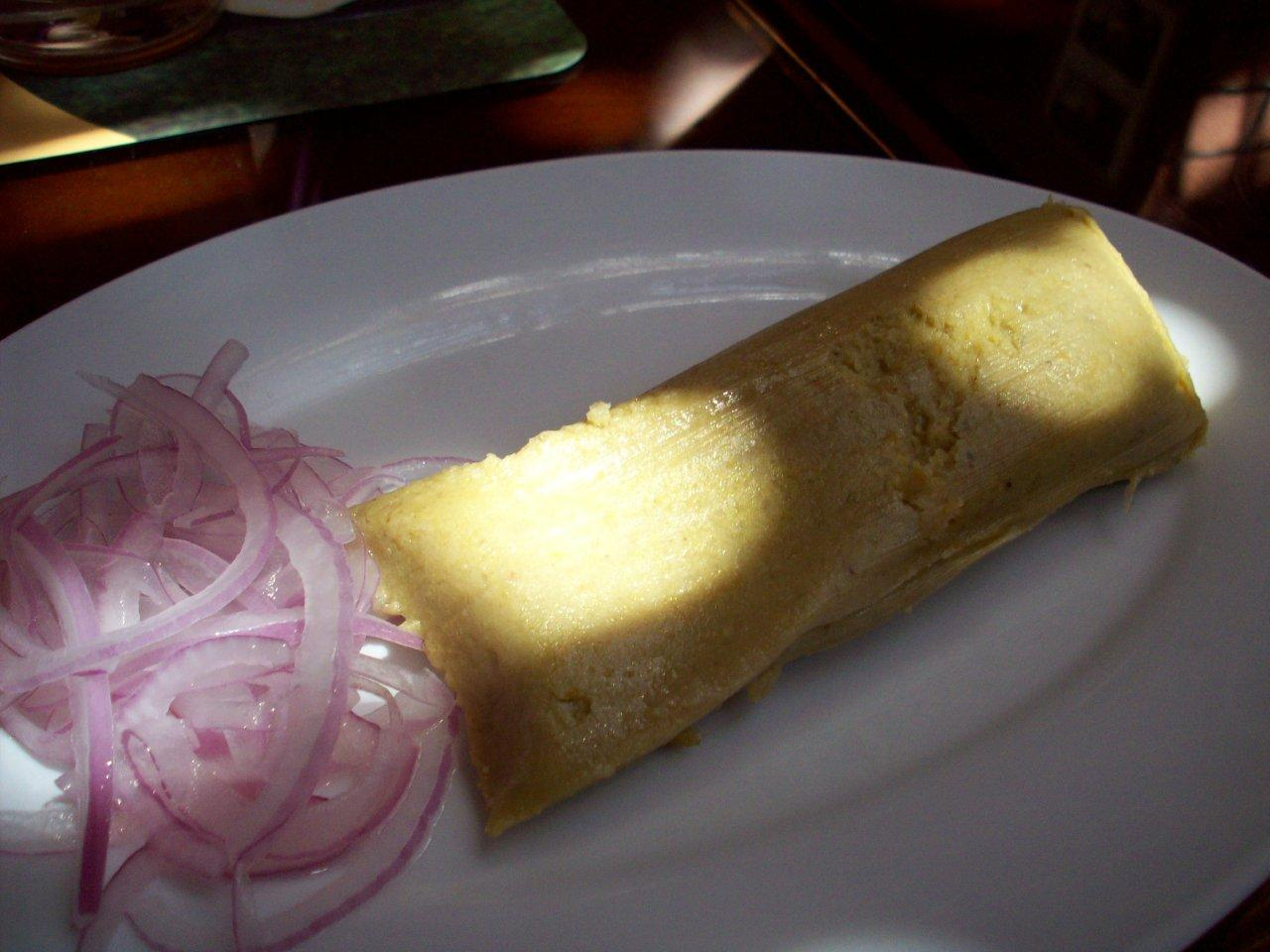
Tamal verde
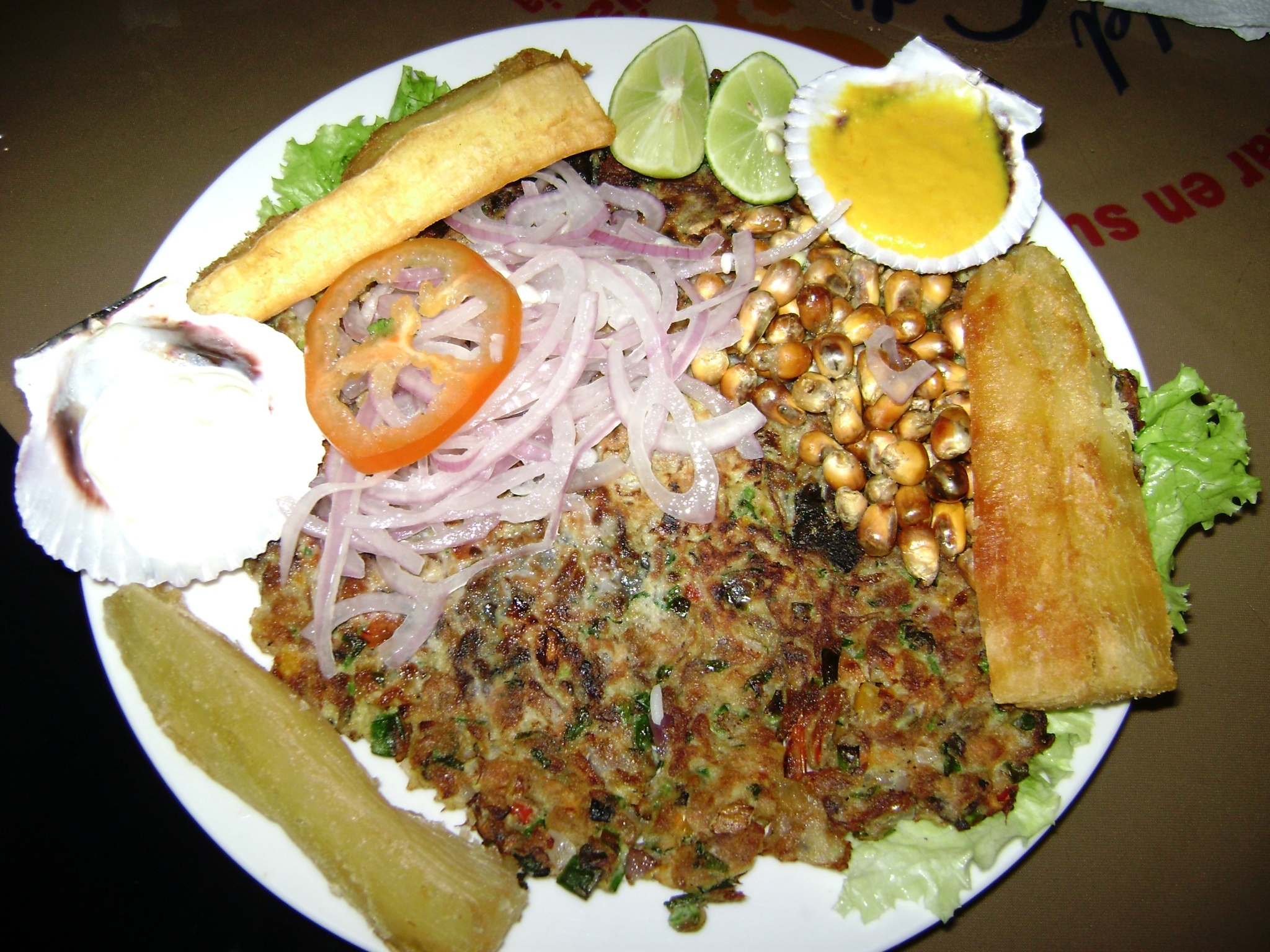
Tortilla de raya
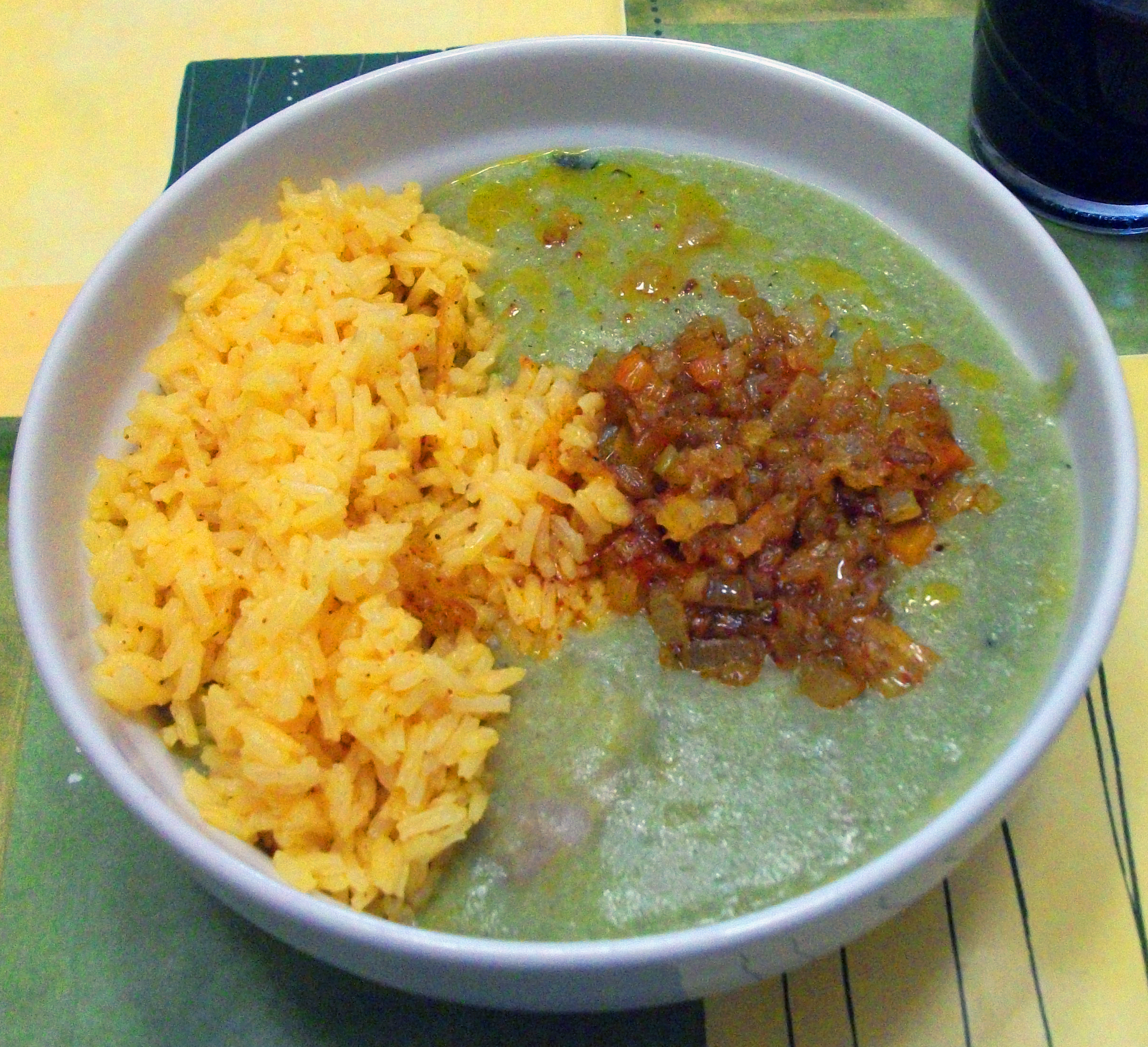
Espesado
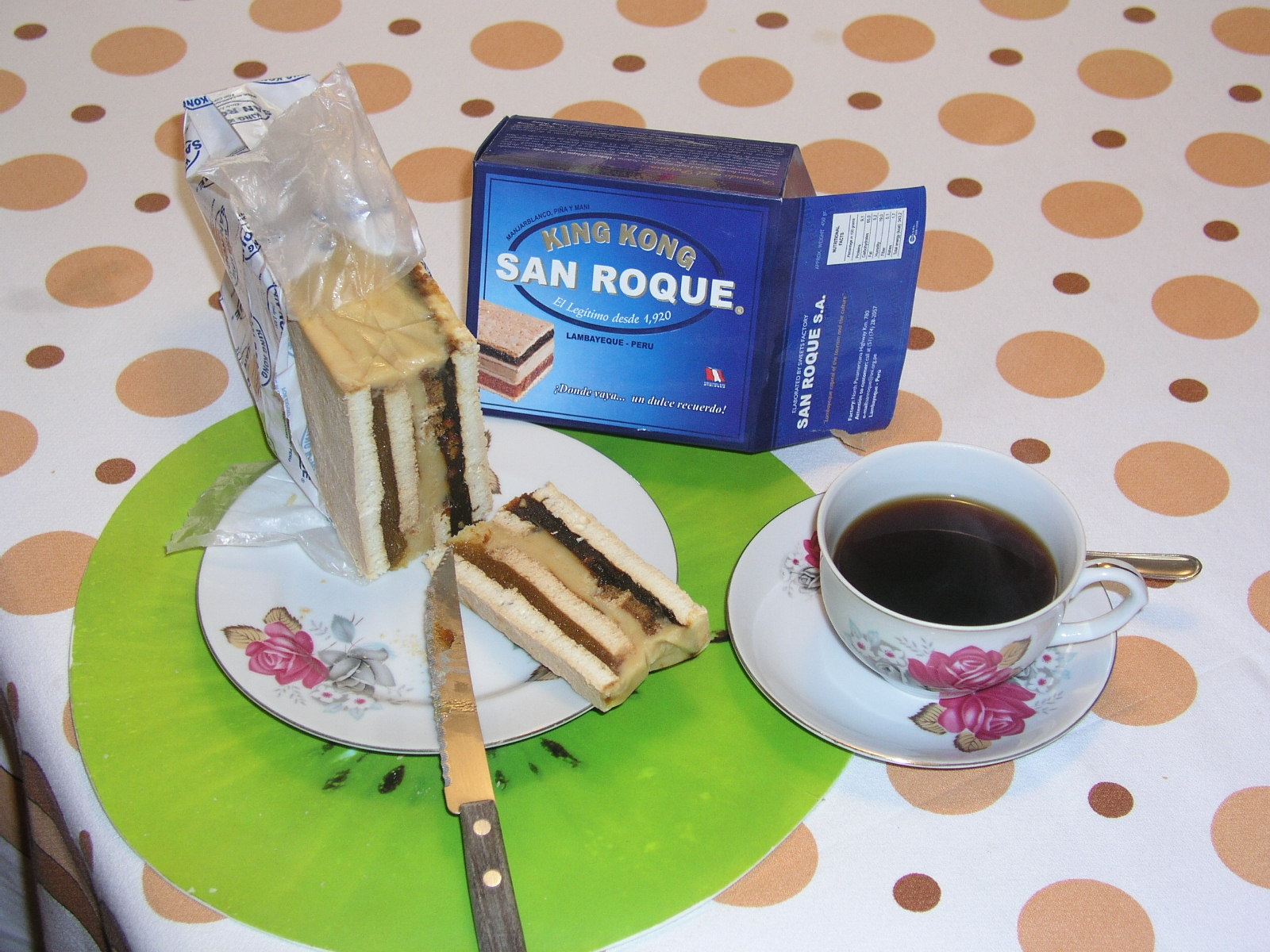
King kong

## Artesanía
La artesanía en la Región Lambayeque está basada en materiales como la paja toquilla y palma, fibras vegetales como el mimbre, el laurel, el sauce y textiles como telares de cintura marcados y bordados. Complementan la actividad artesanal productos de cerámica, utilitaria y artística, orfebrería y cuero.
Entre los productos elaborados encontraremos sombreros y representaciones en paja; mantos, alforjas, vestimenta variada y objetos utilitarios elaborados en telares de cintura; alfombras y menaje de fibra natural; representaciones preincaicas elaboradas en cerámica y metal; y objetos de cuero.

## Curanderos y chamanes
Lambayeque es uno de los centros con mayor tradición de curanderismo y magia en Perú. Las evidencias más antiguas de este hecho se encuentran en los restos de cerámica. Existen cerámicos Moche describiendo escenas de curaciones mágicas e incluso representaciones en cerámicos cupisnique del cacto conocido como "San Pedro" (Trichocereus pachanoi), con el que se prepara una bebida peculiar en  gran importancia ritual. Hoy en día, los curanderos de la llamada mesa norteña, herederos de las tradiciones ancestrales, tienen aún gran acogida y éxito entre la población, pues atienden en su mayor parte cuadros de naturaleza psicosomática (a los que atribuyen un origen mágico) que los médicos occidentales no suelen atender debido a su formación puramente organicista, como el "mal de ojo", el "cua que", el "daño" (causado por un brujo "malero"), la "mucha c a " (causada por el contacto accidental con los restos de una "limpieza"), etc.